# Myrsine guianensis
Espèce
Classification APG III (2009)
Synonymes
- Myrsine maritima Casar.
- Myrsine ovalifolia (A. DC.) D. Dietr.
- Rapanea guianensis Aubl. - Basionyme
- Rapanea guianensis var. andicola Cuatrec.
- Rapanea oblonga Pohl ex Miq.
- Rapanea ovalifolia (Miq.) Mez[1]

Myrsine guianensis est une espèce de plantes à fleurs appartenant à la famille des Primulaceae. C'est un arbre originaire d'Amérique centrale et d'Amérique du Sud.
Au Suriname, on le connaît sous les noms de Oakara (Arawak), Konaparan (Karib) ou Mannie botieie (Saramaka). En Colombie, on l'appelle Cucharo, Espadero ou Chagualo.

## Description
Myrsine guianensis est un arbuste ou un petit arbre à branches assez épaisses, pouvant atteindre 6(–15) m de haut. Ses feuilles obovales-oblongues à elliptiques, longues de 6-10 cm pour 3-4 cm de large, sont coriaces, brillantes sur le dessus, obtuses ou arrondies à l'apex, s'effilant sur le pétiole sur environ 7 mm de long, avec des marges entières, souvent révolutes. Les inflorescences sont des ombelles sessiles, globuleuses, très courtes (environ 4 mm de long), et comportant 3-10 fleurs. Les pédicelles épais mesurent environ 1 mm de long. Les fleurs glabres et longues de 2 mm, comportent de petits sépales oblongs, plus ou moins aigus, un peu unis à la base, et des pétales elliptiques, un peu unis. Les anthères, aiguës à l'apex, sont légèrement plus petites que les pétales. Le stigmate est nettement lobé chez les fleurs femelles, et conique chez les fleurs mâles.

## Répartition
On rencontre Myrsine guianensis sur le plateau des Guyanes (Venezuela, Guyane, Suriname, Guyane) et au Brésil jusque dans le cerrado.

## Écologie
Myrsine guianensis pousse depuis le niveau de la mer jusqu'à 1400(-2800) m d'altitude, dans les forêts tropicales sempervirentes des basses terres aux forêts montagnardes, les forêts riveraines, et dans les savanes.
Myrsine guianensis présente des adaptations de résistance au passage du feu : elle produit des jeunes pousses après le passage du feu
, mais le feu réduit la production de graines et nuit à l'installation des plantules
Myrsine guianensis produit dans ses feuilles des tanins aux effets allélopathiques.
Le développement de Myrsine guianensis est accéléré en pépinière par des doses appropriées de phosphore et par l'inoculation de champignons mycorhiziens.
Myrsine guianensis est la plante hôte de diverses chenilles : 
- Gelechiidae
  - Dichomeris spp.
- Geometridae
  - Argyrotome muricolor Warren, 1905
- Lymantriinae
  - Caviria sp. C
- Oecophoridae
  - Inga haemataula (Meyrick, 1912)
- Riodinidae
  - Emesis russula Stichel, 1910
- Saturniidae
  - Cerodirphia speciosa (Cramer, 1777)
  - Citheronia phoronea (Cramer, 1779)
  - Hylesia schuessleri Strand, 1934
  - Periphoba hircia (Cramer, 1775)
- Tortricidae
  - Argyrotaenia sp. B
  - Clarkeulia sp.
  - Episimus spp.
  - Platynota rostrana (Walker, 1863))

## Utilisations
L'extrait de Myrsine guianensis présente des activités inhibitrices sur les venins des serpents Bothrops alternatus et Bothrops moojeni (inhibition des phospholipase, des activités coagulantes et hémorrhagiques).
L'huile essentielle de Myrsine guianensis contient des molécules bioactives présentant des activités antibactériennes sur des souches bactériennes responsables d'intoxications alimentaires, avec notamment une forte inhibition des souche de Staphylococcus, agent responsable de la mammite bovine et de maladies transmises par le lait.
L'administration orale à des rates de rapanone (molécule produite par Myrsine guianensis), provoque une altération utérine et réduit leur fertilité.

## Histoire naturelle
En 1775, le botaniste Aublet propose la diagnose suivante : 
« RAPANEA (Guianenſis). (Tabula 46.) 

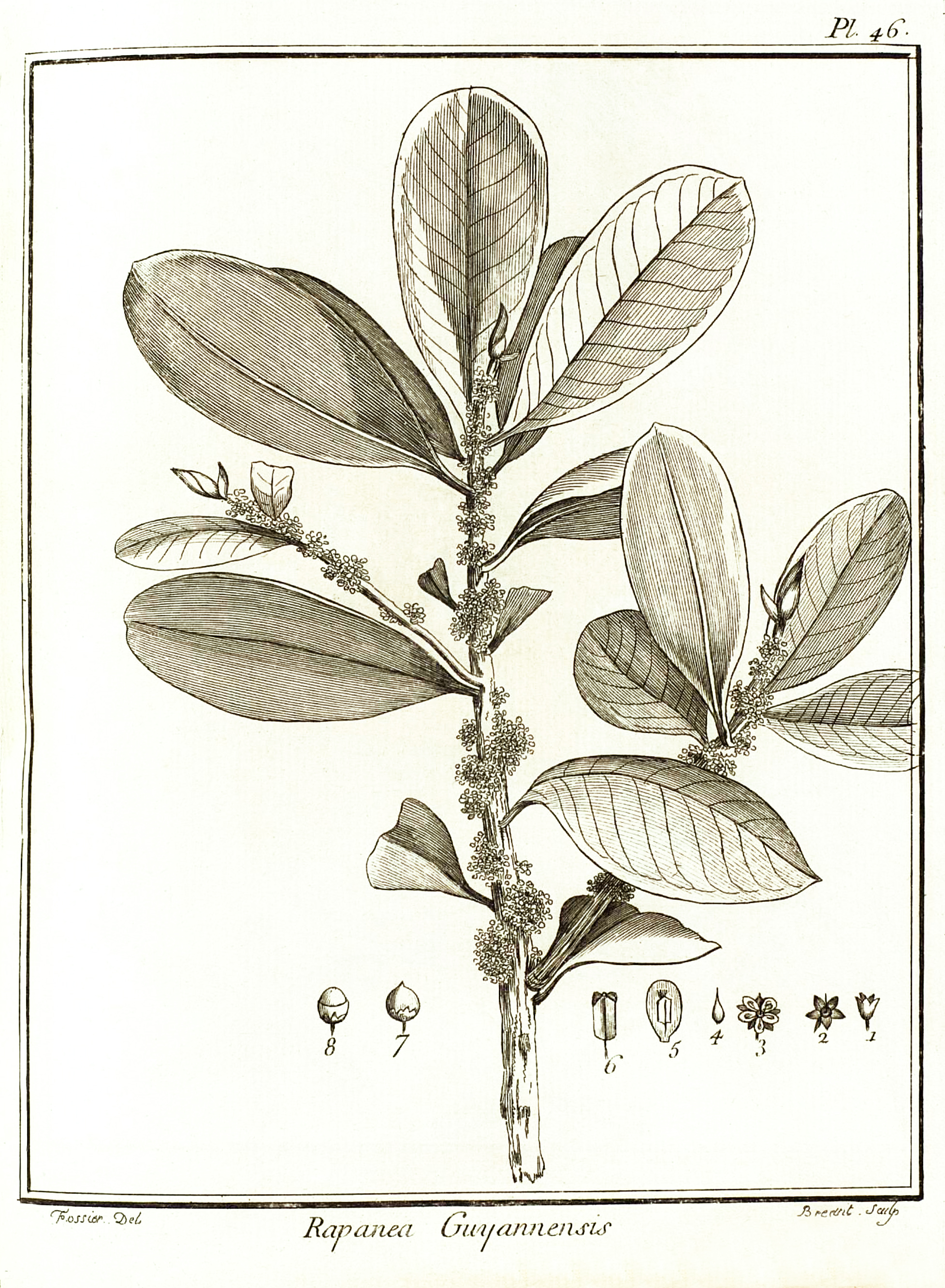
Myrsine guianensis par Aublet (1775) Planche 46.
On a groſſi toutes les parties de la fleur. Le fruit eſt de groſſeur naturelle. 1. Calice. - 2. Calice ouvert. Piſtil. - 3. Fleur ouverte. - 4. Ovaire. Style. Stigmate. - 5. Pétale. Étamine. - 6. Étamine. - 7. Baie. - 8. Baie coupée en travers. Graine.

Frutex, trunco quinque-pedali, ad ſummitatem ramoſo ; ramis & ramulis undiquè ſparſis. Folia alterna, petiolata, craſſa, glabra, ovata, integerrima. Flores faſciculati ſubſeſſiles, ſparſi ſuprà corticem ramorum & ramuſculorum. Corolla alba. Germen immarurum transversè ſectum, quinque aut ſex semina oſtendit; fructu maturo, unicum femen reperitur. Bacca eſt violacea. 
Florebat & frustum ferebat Decembri. 

Habitat ad margines pratorum Caïennæ & Guianæ. »

« LA RAPANE de la Guiane. (PLANCHE 46.)
Le tronc de cet arbrisseau s'élève à cinq ou ſix pieds, ſur quatre à cinq pouces de diamètre. Son écorce eſt cendrée. Son bois eſt blanc, peu compacte. Il pouſſe à ſon ſommet des branches, de l'aiſſelle deſquelles naiſſent de petits rameaux. Ses feuilles ſont vertes, liſſes, molles, épaiſſes, entières, ovales, les unes terminées en pointe, d'autres échancrées : leur pédicule eſt très court, convexe en deſſous. Les autres nervures ne ſont pas apparentes ; ce n'eſt que dans la feuille deſſechée qu'on peut les diſtinguer. Les plus grandes feuilles ont trois pouces & demi de longueur ſur un pouce & demi de largeur. 
Les fleurs naiſſent pluſieurs enſemble par petits paquets, preſque ſeſſiles, attachés & répandus ſur l'écorce des branches & des rameaux; chaque paqqet forme un petit bouquet de dix à douze fleurs. Chaque fleur a un très petit pédoncule. 
Le calice eſt d'une ſeule pièce diviſée en cinq & quelquefois ſix parties vertes & aiguës. 
La corolle eſt monopétale. Son tube eſt très court : il eſt partage très profondément en cinq ou ſix lobes blancs & arrondis : il eſt attaché au fond du calice, au deſſous de l'ovaire. 
Les étamines ſont au nombre de cinq ou ſix, ſuivant les diviſions de la corolle. Elles ſont placées autour du tube de la corolle, au bas de chaque lobe. Leur filet eſt court. L'anthère eſt longue, & à deux bourſes. 
Le piſtil eſt un ovaire preſque ſphérique, ſurmonté d'un style très court, terminé par un stigmate obtus. 
L'ovaire devient une baie ſphérique, violette. Elle n'a qu'une loge, dans laquelle on trouvé une ſeule graine dure & coriace. L'ovaire étant coupé en travers avant ſa maturité, laiſſe voir une ſeule loge, & cinq ou ſix graines attachées à un placenta. 
J'ai trouvé cet arbriſſeau dans les boſquets des ſavanes de l'habitation de Loyola à Caïenne, & dans des endroits ſemblables de la Guiane. 
II étoit en fleur & en fruit au mois de Décembre. »

— Fusée-Aublet, 1775.

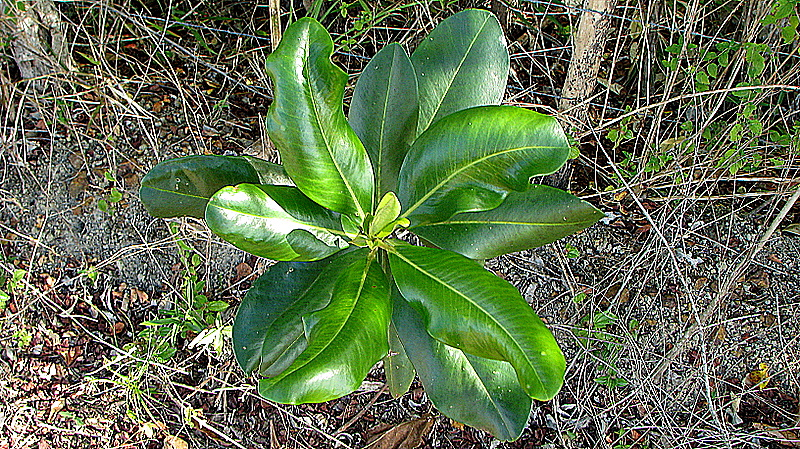
Jeune pied de Myrsine guianensis dans l'État de Bahia (Brésil)
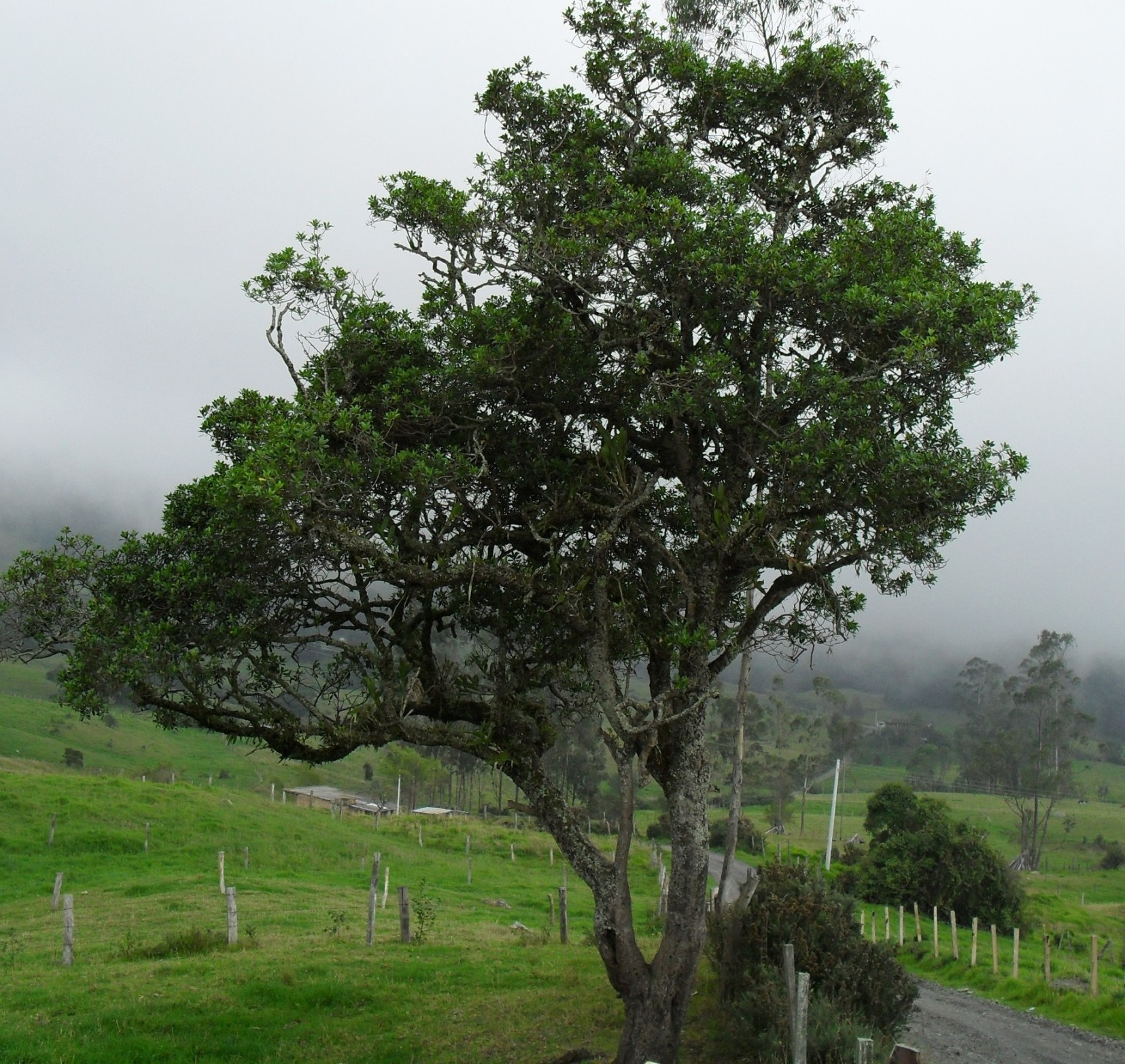
Pied de Myrsine guianensis dans une zone rurale (municipio de Maripí Boyacá, Colombie)
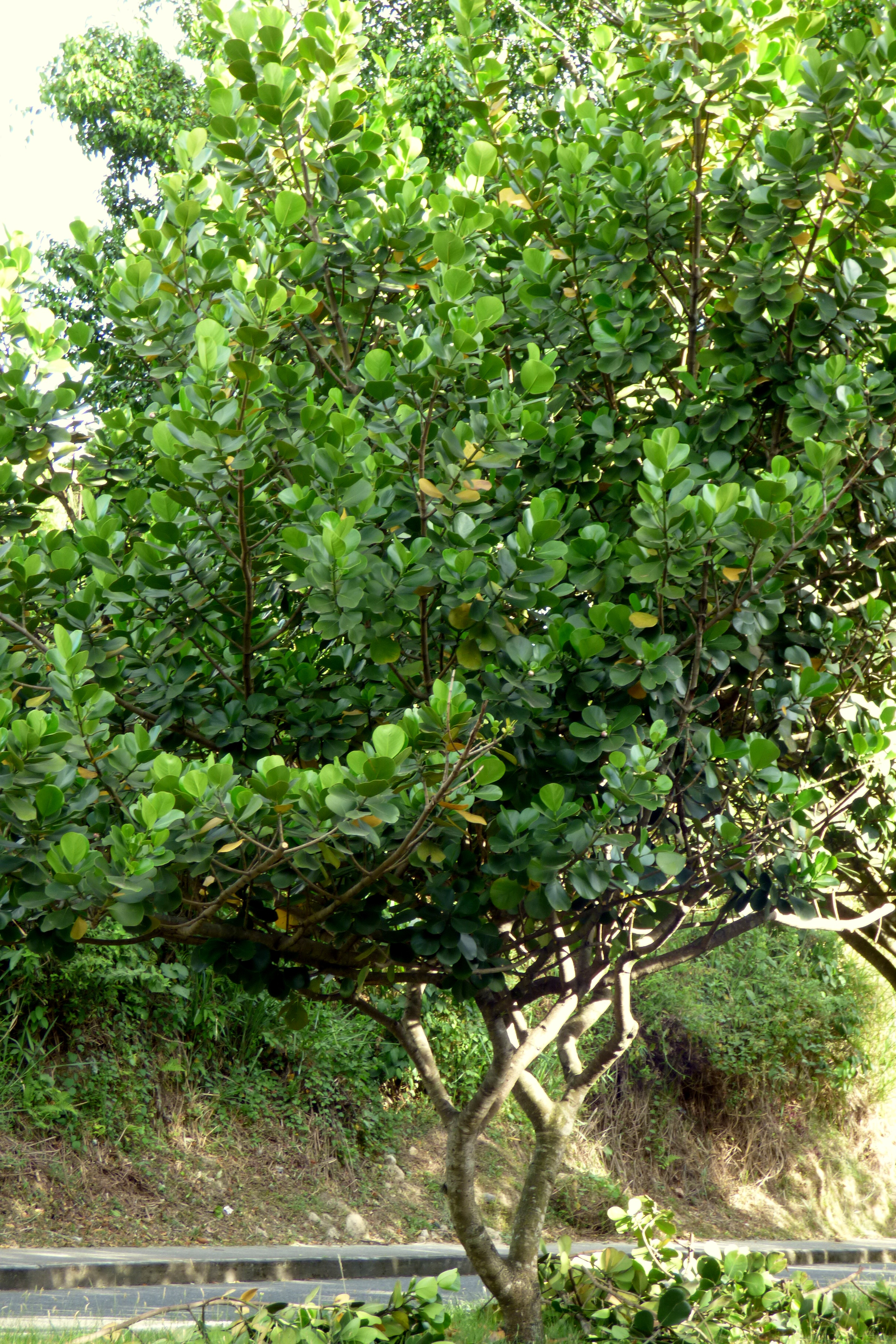
Pied de Myrsine guianensis à Armenia (Colombie)
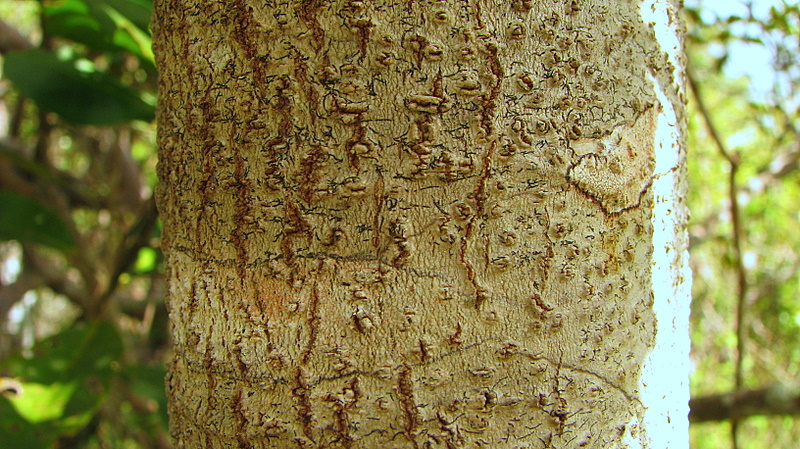
Écorce de Myrsine guianensis
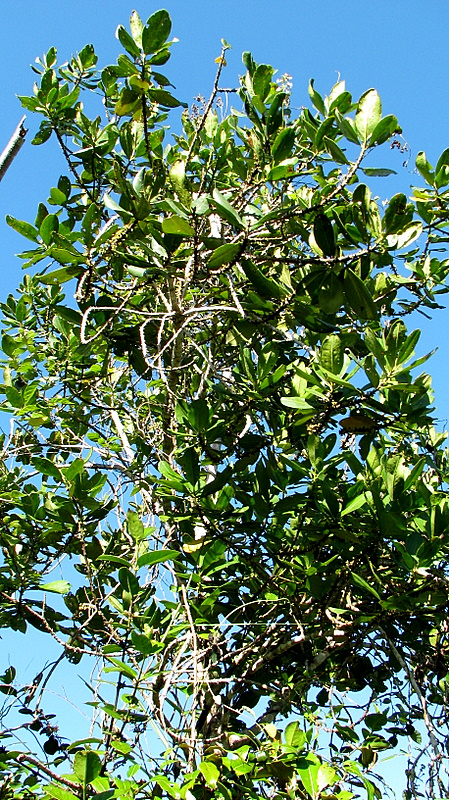
Branches de Myrsine guianensis
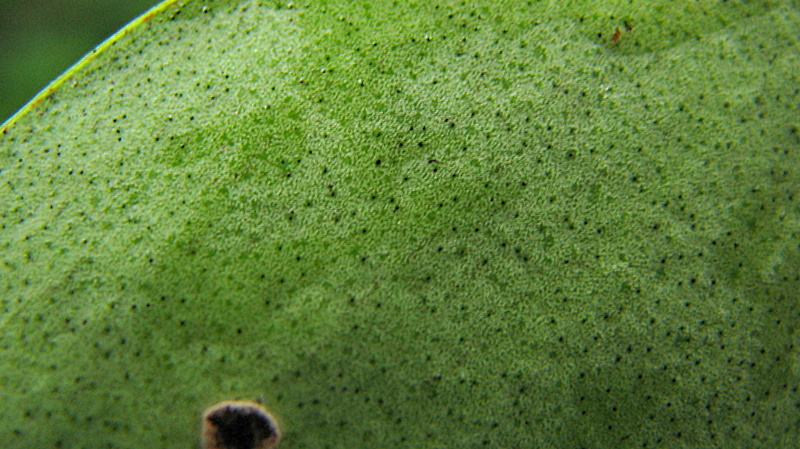
Détail de feuille de Myrsine guianensis avec ponctuations (face inférieure)
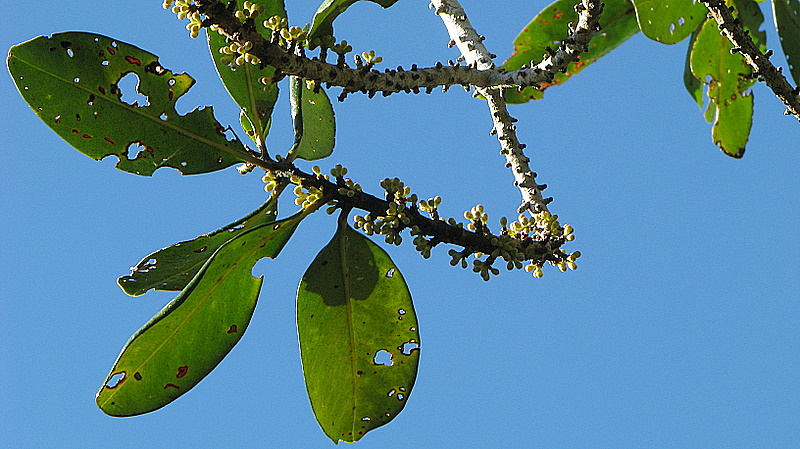
Rameau de Myrsine guianensis
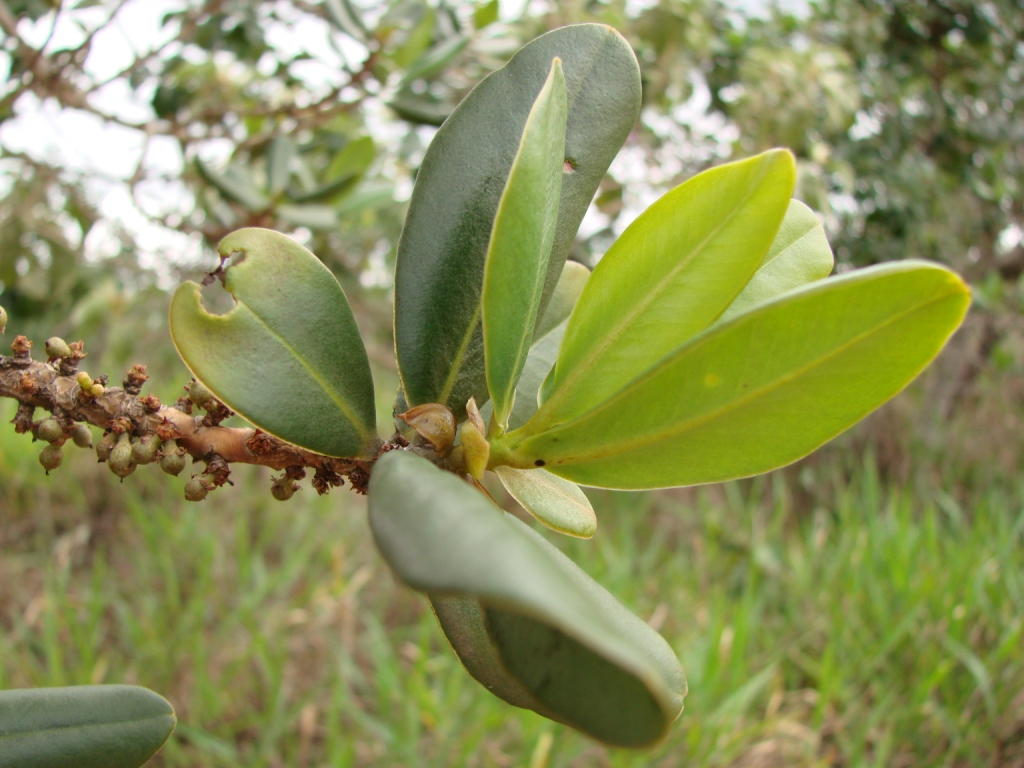
Rameau de Myrsine guianensis au Jardin Botanique de Brasília (Brésil)
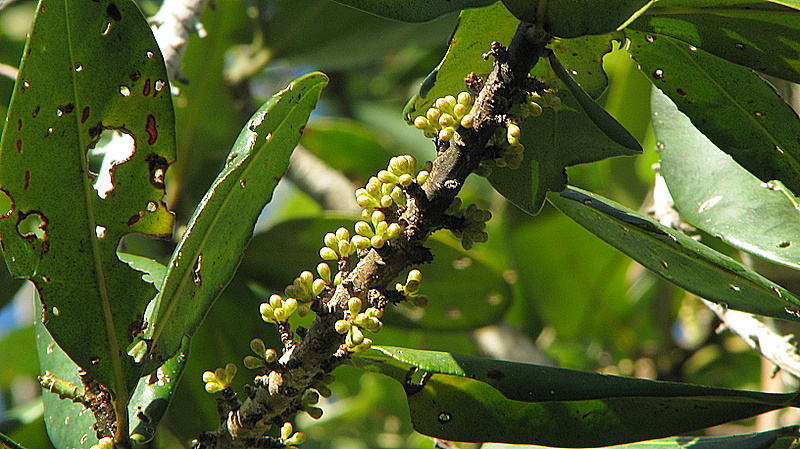
Boutons floraux de Myrsine guianensis
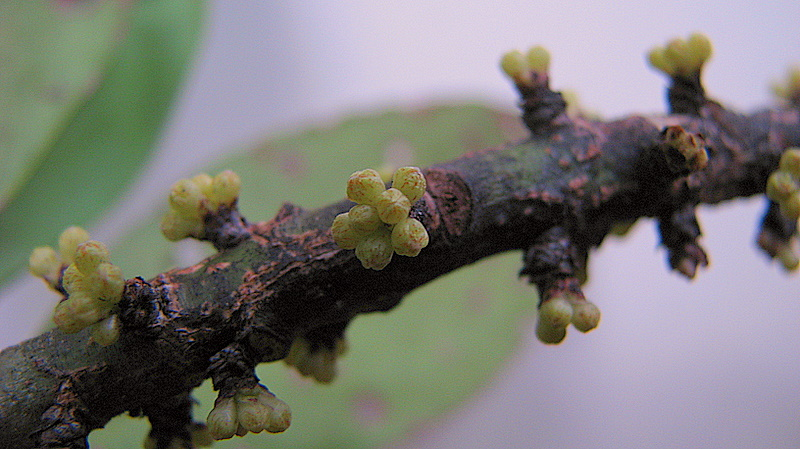
Boutons floraux de Myrsine guianensis
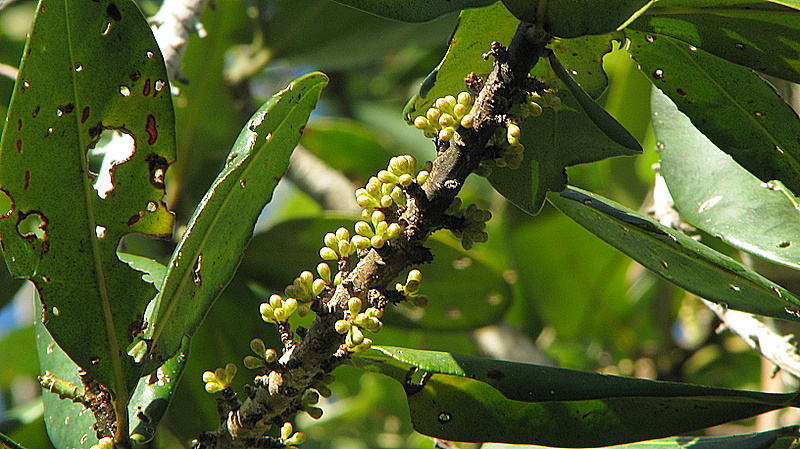
Boutons floraux de Myrsine guianensis
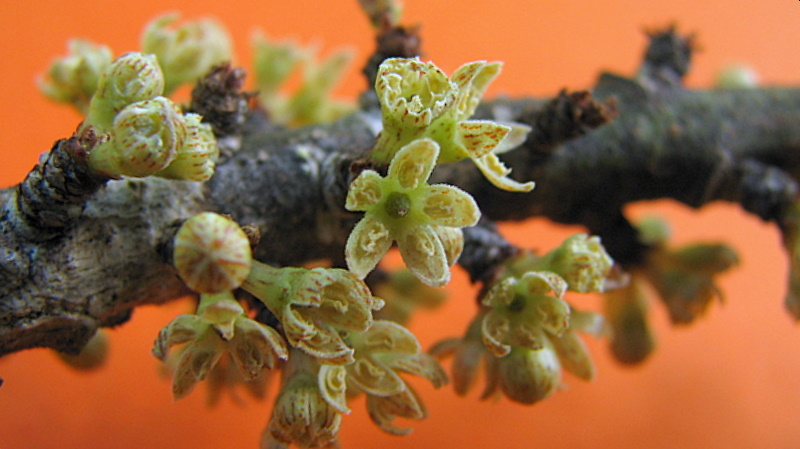
Fleurs de Myrsine guianensis
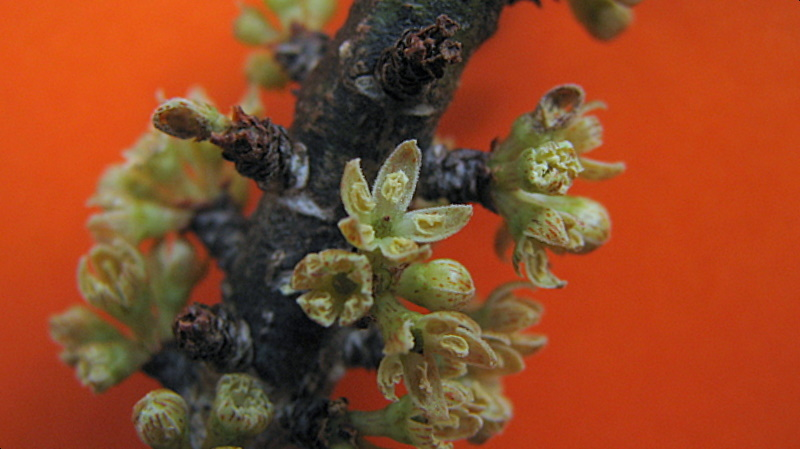
Fleurs de Myrsine guianensis
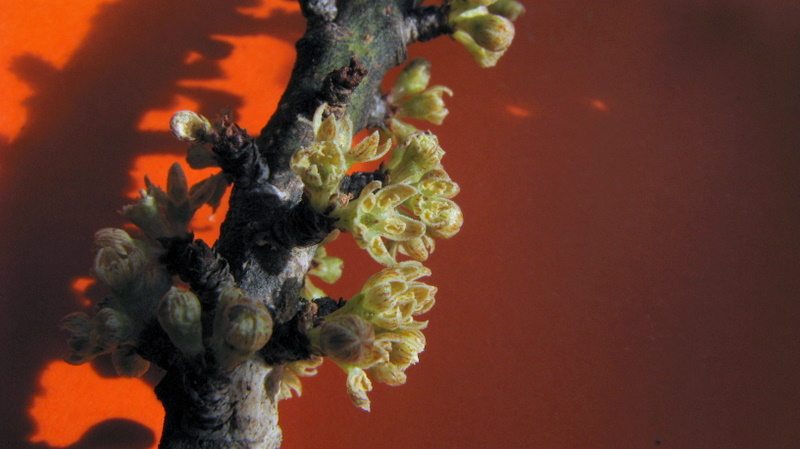
Fleurs de Myrsine guianensis
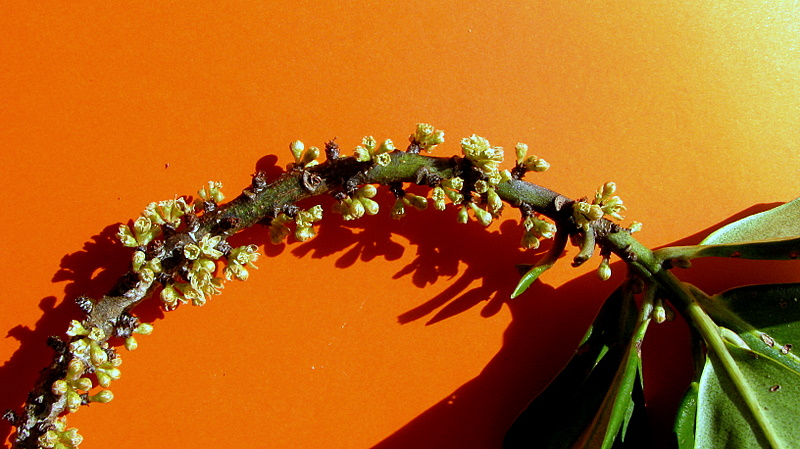
Rameau fleuri de Myrsine guianensis
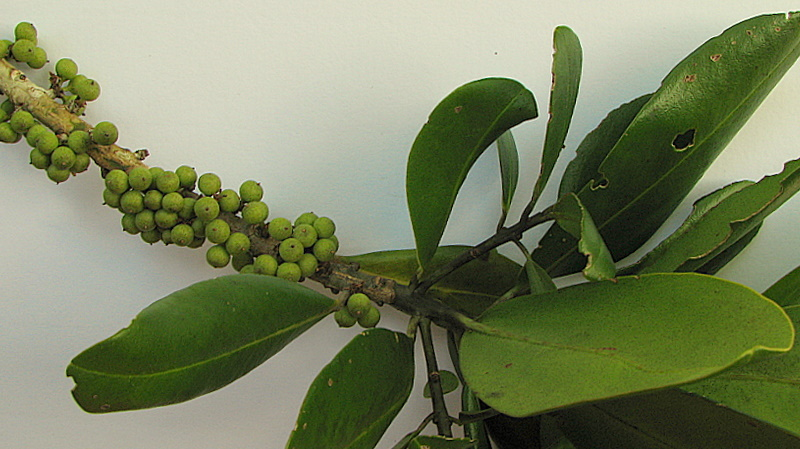
Rameau fructifère de Myrsine guianensis
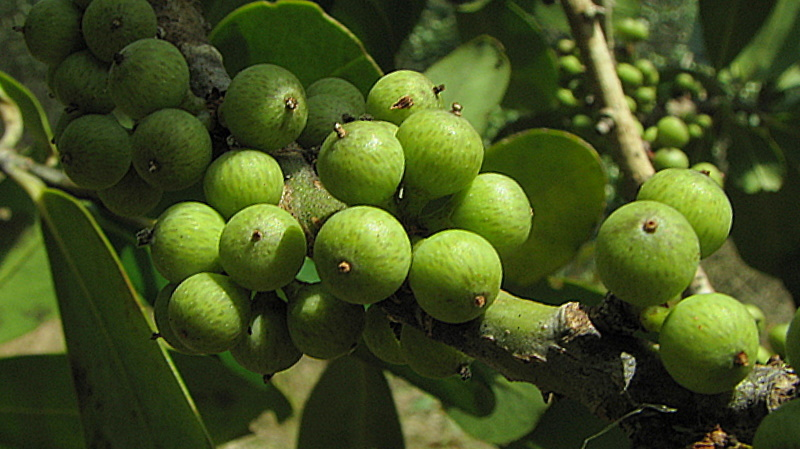
Fruits de Myrsine guianensis
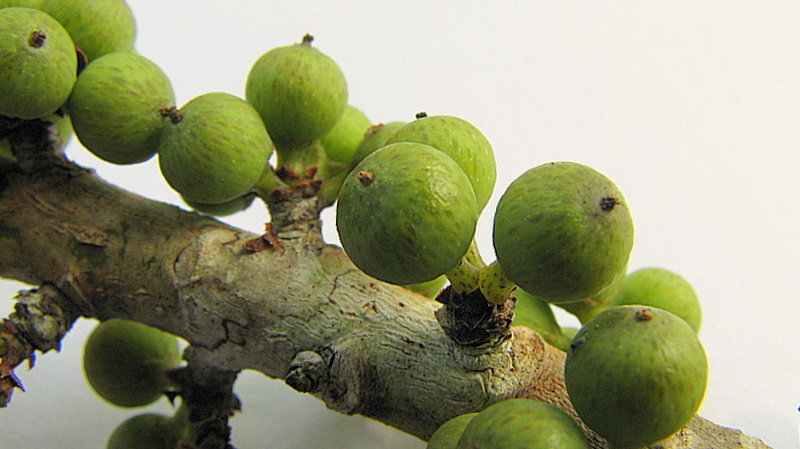
Fruits de Myrsine guianensis